# 湊高台
湊高台（みなとたかだい）は、青森県八戸市にある町名・地名の一つである。地図 - Google マップ。

## 概要
八戸市役所から東に4.4キロメートルのところに位置する地区である。
東、南に大久保、南に桜ケ丘、西に新井田、旭ヶ丘団地、湊町、白銀町が隣接する。鉄道の駅はない。幹線道路は国道45号、青森県道29号八戸環状線が通る。地内には八戸学院光星高等学校、八戸市立東中学校などの教育施設、東運動公園、八戸東霊園などの公園、八戸平和病院が立地している。四本松神社が鎮座している。1980年代に地内の区画整理事業が開始され、1985年（昭和60年）前後から宅地化が進行した地区である。幹線道路沿いには、商業施設が多数立地している。

## 世帯数と人口
2017年（平成29年）4月30日現在の世帯数と人口は以下の通りである。
| 丁目         | 世帯数    | 人口    |
| ------------ | --------- | ------- |
| 湊高台一丁目 | 398世帯   | 838人   |
| 湊高台二丁目 | 359世帯   | 712人   |
| 湊高台三丁目 | 402世帯   | 876人   |
| 湊高台四丁目 | 276世帯   | 626人   |
| 湊高台五丁目 | 452世帯   | 988人   |
| 湊高台六丁目 | 343世帯   | 743人   |
| 湊高台七丁目 | 478世帯   | 1,046人 |
| 計           | 2,708世帯 | 5,829人 |

## 沿革
- 1989年（平成元年）9月11日 - 湊高台地区の住居表示により、大字大久保、湊町、新井田の各一部より湊高台一丁目から八丁目が成立する[4][5]。
- 1999年（平成11年）11月29日 - 湊高台地区の住居表示により、大字湊町字上新井田道の残部が湊高台六丁目の一部になる[4][6]。

### 町名の変遷

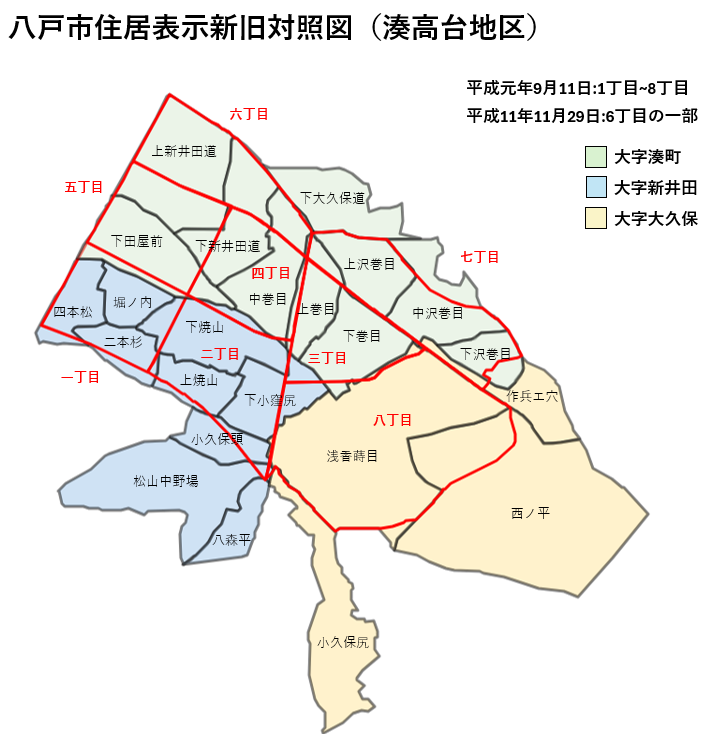
八戸市湊高台地区での住居表示における新旧対照図

| 実施後               | 実施年月日     | 実施前（特記なき町名はその一部） |
| -------------------- | -------------- | --- |
| 湊高台一丁目         | 1989年9月11日  | 大字新井田字堀ノ内の全部、字四本松、字二本杉、字上焼山、字下焼山、大字湊町字下田屋前                                                                 |
| 湊高台二丁目         | 1989年9月11日  | 大字新井田字二本杉、字上焼山、字下焼山、字下小窪尻、字小久保頭、字松山中野場、字八森平、大字湊町字下田屋前、字上巻目、字中巻目、大字大久保字浅香蒔目 |
| 湊高台三丁目         | 1989年9月11日  | 大字湊町字上巻目、字下巻目、字上沢巻目、字中沢巻目、大字大久保字浅香蒔目、字作兵エ穴、大字新井田字下小窪尻                                           |
| 湊高台四丁目         | 1989年9月11日  | 大字湊町字上巻目、字中巻目、字上新井田道、字下新井田道、字下田屋前、大字新井田字下焼山                                                               |
| 湊高台五丁目         | 1989年9月11日  | 大字湊町字上新井田道、字下新井田道、字下田屋前 |
| 湊高台六丁目（一部） | 1989年9月11日  | 大字湊町字上新井田道、字下新井田道、字上巻目、字中巻目、字下大久保道                                                                                 |
| 湊高台六丁目（一部） | 1999年11月29日 | 大字湊町字上新井田道の残部 |
| 湊高台七丁目         | 1989年9月11日  | 大字湊町字上巻目、字下巻目、字上沢巻目、字中沢巻目、字下沢巻目、大字大久保字作兵エ穴                                                                 |
| 湊高台八丁目         | 1989年9月11日  | 大字大久保字作兵エ穴、字浅香蒔目、字西ノ平、大字新井田字下小窪尻、字松山中野場、字八森平、大字湊町字下巻目                                           |

## 施設

### 教育
- 八戸市立東中学校
- 八戸学院光星高等学校
- 八戸短期大学附属幼稚園

## 病院
- 八戸平和病院

## 公園・社寺
- 八戸東運動公園
- 八戸東霊園
- 四本松神社

## 商業
- 青い森信用金庫 湊高台支店
- スーパードラッグアサヒ 湊高台店
- ツルハドラッグ　湊高台店
- ユニバース 湊高台店
- TSUTAYA 湊高台店
- モスバーガー  湊高台店
- びっくりドンキー 八戸湊高台店
- ケンタッキーフライドチキン/ピザハット 湊高台店
- 成田本店 湊高台店
- ゲオ 八戸湊高台店
- ブックオフ 八戸湊高台店
- 自遊空間 八戸湊高台店
- くるまやラーメン 八戸湊高台店
- まるまつ 八戸湊高台店
- ダイソー 八戸湊高台店